# Княжне
Княжне́ — село в Україні, у складі Нововодолазької селищної громади Харківського району Харківської області. Населення становить 239 осіб. До 2017 орган місцевого самоврядування — Сосонівська сільська рада.

## Географія
Село Княжне знаходиться на березі річечки Княжна, яка через 6 км впадає в річку Вільхуватка (права притока). Нижче за течією примикає село Бражники.

## Історія
За даними на 1864 рік на казеному хуторі Новоселівської волості Валківського повіту мешкало 849 осіб (422 чоловічої статі та 427 — жіночої), налічувалось 171 дворове господарство.
За переписом 1897 року кількість мешканців зросла до 1925 осіб (983 чоловічої статі та 942 — жіночої), з яких всі — православної віри.
Станом на 1914 рік кількість мешканців зросла до 2095 осіб.
12 червня 2020 року, розпорядженням Кабінету Міністрів України № 725-р «Про визначення адміністративних центрів та затвердження територій територіальних громад Харківської області», увійшло до складу Нововодолазької селищної громади.
19 липня 2020 року, в результаті адміністративно-територіальної реформи та ліквідації Нововодолазького району, село увійшло до складу новоутвореного Харківського району.